# Pir Muhàmmad ibn Jahangir
Pir Muhammad ibn Jahangir (1376 - 1407) fou un príncep timúrida, fill de Jahangir i net de Tamerlà. Va néixer quatre dies després de la mort del seu pare.
El seu avi el va nomenar governador de Kandahar, Kabul, Badakhxan i Khuttal el 1392, amb totes les terres cap a l'est fins a l'Indus. El sulta de Delhi, Nàssir-ad-Din Mahmud Xah Tughluq, enfrontat a diverses revoltes, no governava gaire més que a la capital doncs Gujarat, Rajasthan, Bengala i Bihar s'havien fet independents i Kanauj, Dalmaw, Oudh i Bahraich formaven ara part del sultanat de Jaunpur; els zamindaris hindús a l'occident i orient de Delhi s'havien revoltat i al nord-oest la regió de Multan estava en mans de Sayyid Khizr o Khidr Khan (després sultà Sayyid Khidr Khan 1414-1421). El 1395 Khidr Khan es va enfrontar a Sarang Khan, governador de Dipalpur i germà de Mallu Ikbal, cap d'un grup d'amirs rebels, i fou fet presoner; Sarang va ocupar Multan, i després va derrotar a Shaykha Khokar nomenant al seu germà petit Adil Khan com a governador de Lahore. Però el 1397 Khidr Khan es va poder escapar, i es va posar sota protecció de Tamerlà que poc després va envair el Panjab. L'avantguarda timúrida fou posada sota el comandament del Pir Muhammad (1397). Al seu darrere Tamerlà va creuar l'Indus el setembre de 1397 i va marxar cap a Delhi. Pir Muhammad va posar setge a Uchch però el va haver d'aixecar; el 8 d'octubre de 1397 Sarang fou derrotat per Tatar Khan, visir de Nusrat Khan, un pretendent a sultà, a la batalla de Kotla; llavors Pir Muhammad va derrotar a Sarang Khan a la vora del Beas i va atacar Multan que es va rendir després d'un setge (1398) assolint Pir Muhammad el seu govern. Sarang Khan Lodi va ser executat i Sayyid Khidr Khan fou reinstal·lat com a governador. Mentre Tamerlà s'havia acostat a Delhi i després de la victòria el 18 de desembre de 1397 Delhi fou ocupada i saquejada durant 15 dies i els seus habitants massacrats o esclavitzats, si bé Tamerlà no hi va restar i va abandonar la capital, i el gener del 1399 fou ocupada pel pretendent Nusrat Khan.
El primer hereu de Tamerlà havia estat el seu fill Jahangir que va morir encara jove el 1376; llavors el va seguir el segon fill Umar Shaykh, que fou assassinat durant un viatge a la cort de Samarcanda el 7 de gener de 1394. Mihran Shah, el tercer fill, tenia rampells de bogeria i no podia ser designat hereu, i el quart fill amb dret, Xah Rukh, era massa modest, pacífic i pietós, qualitats que es consideraven incompatibles amb el comandament d'un estat. Llavors Tamerlà va designar al seu net, Muhammad Sultan, que era fill de Jahangir i de la princesa genguiskànida Khanzada, però aquest va morir el 1403. Al seu llit de mort Tamerlà, el febrer de 1405, va designar com a hereu el seu net Pir Muhammad ibn Jahangir que tan bon paper havia fet a la campanya de l'Índia. Tamerlà va morir el dia 18 de febrer i Pir Muhammad fou informat del fet poc després i va decidir anar a la capital Samarcanda per proclamar-se sultà; però Khalil Sultan, un altre net de Tamerlà i fill de Mihran Shah, estava a Shahrukhia a Transoxiana, amb les tropes que havien de sortir en campanya, i va aconseguir el suport dels caps militars i es va fer proclamar a Samarcanda (18 de març de 1405) mentre a Sultan Husayn Mirza, un altre pretendent, se li negava l'entrada.
Khalil Sultan va fer la pau amb el seu oncle Xah Rukh que governava el Khorasan (Herat) al que de fet reconeixia una autoritat sobre el Khurasan i dependències. Alguns dels emirs de Tamerlà van rebutjar la usurpació però les tropes de Transoxiana van restar lleials a Khalil en oposició a Pir Moḥammad ibn Jahangir. Aquest no va tenir gaire suport entre els altres prínceps timúrides.
El príncep Sultan Husayn es va sotmetre a Khalil i va intentar un cop de ma per apoderar-se de Samarcanda, que va fracassar. Va arribar a Andkhud i Xibarghan i allí va aconseguir atreure a l'amir Sulayman Xah i els dos homes van signar una aliança formal i juramentada. Pir Muhammad ibn Jahangir, que era a Balkh, va demanar a Sulayman Xah d'abandonar aquest partit però el general no en va fer cas i Pir Muhammad va marxar tota la nit i els va sorprendre i derrotar obligant-los a fugir. Es van dirigir a Herat on foren ben acollits i van tenir el honor de baixar la ma de Xah Rukh que va concedir 10.000 dinars kopeki a Sulayman Xah i el feu de Sarakhs, i a mes estaria al costat dels amirs Midrab Bahadur i Said Khoja com els amirs principals. Sobre Sultan Husayn però, va canviar d'opinió i el va fer executar (provocant la revolta de Sulayman Xah).
L'amir Xah Malik fou enviat a Balkh i va participar en les converses entre Pir Muhammad i Khalil Sultan (aquest va manifestar que el mateix Déu que havia donat el tron a Tamerlà li havia donat ara a ell) i la guerra fou inevitable. Pir Muhammad va enviar tropes a l'altre costat del riu i Khalil va marxar cap allí i es van enfrontar (2 de març de 1406) a un lloc anomenat Nasaf; el centre de Pir Muhammad fou derrotat i els Arlat van fugir provocant la desbandada de la dreta i l'esquerra. La princesa Khanika va caure presonera. Khalil va tractar als presoners amb generositat. Xah Malik va marxar a Badghis amb Xah Rukh on també va anar Ulugh Beg.
Pir Ali Taz Sulduz havia deixat Transoxiana i s'havia posat al servei de Pir Muhammad. Després de la derrota d'aquest a Nasaf (2 de març de 1406) Pir Ali Taz Sulduz havia esdevingut el seu home de confiança i li havia anat conferint tot el poder administratiu i financer. Just un any i un dia després, el 3 de març de 1407 Ali Taz va entrar a la tenda del príncep i el va assassinar junt amb alguns cortesans. El príncep Amirak Ahmad ibn Umar Xaikh, que era a Xibarghan, se’n va assabentar i ho va comunicar a Xah Rukh que va enviar a l'amir Midrab Bahadur i altres a acompanyar a Amirak Ahmad a Balkh. El seu fill Qaydu ibn Pir Muhammad ibn Jahangir el va succeir però no va seguir la lluita i va declarar la seva lleialtat a Xah Rukh. Pir Ali Taz va conservar gran part del territori durant dos anys.